# Гранд-Лейк-Таун (Оклахома)
Гранд-Лейк-Таун (англ. Grand Lake Towne) — місто (англ. town) в США, в окрузі Мейз штату Оклахома. Населення — 80 осіб (2020).

## Географія
Гранд-Лейк-Таун розташований за координатами 36°30′21″ пн. ш. 95°1′40″ зх. д. / 36.50583° пн. ш. 95.02778° зх. д. (36.505828, -95.027901).  За даними Бюро перепису населення США в 2010 році місто мало площу 0,37 км², з яких 0,37 км² — суходіл та 0,00 км² — водойми.

## Демографія
Згідно з переписом 2010 року, у місті мешкали 74 особи в 33 домогосподарствах у складі 29 родин. Густота населення становила 199 осіб/км².  Було 66 помешкань (178/км²).
Расовий склад населення:
| - 77,0 % — білих - 18,9 % — корінних американців |

До двох чи більше рас належало 4,1 %. Частка іспаномовних становила 1,4 % від усіх жителів.
За віковим діапазоном населення розподілялося таким чином: 10,8 % — особи молодші 18 років, 66,2 % — особи у віці 18—64 років, 23,0 % — особи у віці 65 років та старші. Медіана віку мешканця становила 55,2 року. На 100 осіб жіночої статі у місті припадало 105,6 чоловіків;  на 100 жінок у віці від 18 років та старших — 100,0 чоловіків також старших 18 років.
Середній дохід на одне домашнє господарство  становив 78 442 долари США (медіана — 91 250), а середній дохід на одну сім'ю — 78 000 доларів (медіана — 105 052). Медіана доходів становила 50 250 доларів для чоловіків та 65 804 долари для жінок. За межею бідності перебувало 10,2 % осіб, у тому числі 27,8 % дітей у віці до 18 років та 3,8 % осіб у віці 65 років та старших.
Цивільне працевлаштоване населення становило 71 осіб. Основні галузі зайнятості: фінанси, страхування та нерухомість — 42,3 %, освіта, охорона здоров'я та соціальна допомога — 16,9 %, роздрібна торгівля — 9,9 %, науковці, спеціалісти, менеджери — 7,0 %.